# Madonna in gloria col Bambino e i santi Ambrogio e Carlo Borromeo
Madonna in gloria col Bambino tra i santi Ambrogio e Carlo Borromeo è un dipinto olio su tela realizzato da Enea Salmeggia nel 1603, e conservato a Milano nella Pinacoteca del Castello Sforzesco.

## Storia
La tela è stata realizzata dal pittore bergamasco nel 1603, e risulta fosse esposta nella cappella del Tribunale di Provvisione palazzo dei Giureconsulti. La presenza del pittore a Milano presso la bottega di Simone Peterzano è documentata già dal 1596 quando gli fu commissionata la pala Annunciazione per la cappella del Rosario della certosa di Garegnano e l'anno successivo il dipinto Matrimonio della Vergine per la fabbrica del duomo, lavoro che risulta gli fu pagato nel 1601 e che è collocato nel primo altare della navata sinistra del Duomo di Milano dedicata a san Giuseppe.
Nei primi anni del Novecento, prima della nuova disposizione organizzata dal museologo Giorgio Nicodemi, era esposta come dipinto centrale nella sala della cancelleria del castello che fino al 1928 era adibita a pinacoteca, vi era inoltre, sulla parete di destra, la tela quattrocentesca raffigurante il Martirio di san Sebastiano opera di Vincenzo Foppa.
Del dipinto si conserva il disegno preparatore datato 1603 conservato nel museo Museo di belle arti (Museum der bildenden Künste) di Lipsia. Il disegno si presenta meno elaborato dell'opera pittorica con minor movimento delle figure, eseguito a pennello di seppia su carta bianca.

## Descrizione
Il dipinto, si sviluppa su due livelli divisi dalla raffigurazione di una città, forse Milano, e rappresenta una sacra conversazione con la Madonna seduta su di un trono di nuvole sospeso sopra una città dove è presente una grande chiesa. L'immagine appare tra due teli blu che vengono aperti da due putti. Nell'ordine inferiore vi sono a sinistra sant'Ambrogio avvolto in un ricco piviale dorato, che presenta nella parte frontale i ricami su cui sono raffigurate immagini sacre mentre nella parte posteriore la scena della crocifissione con la Madonna e san Giovanni. Ai suoi piedi un masso squadrato dove è appoggiato il flagello a tre corde, oggetto che lo identifica come simbolo della sua volontà di sconfiggere l'eresia. Il santo si rivolge alla Vergine con le braccia aperte che pare accolgano la grande chiesa raffigurata nella parte superiore. Centrale l'immagine di un angelo inginocchiato, che volge il suo sguardo sereno a sant'Ambrogio. L'angelo è avvolto in una veste dai colori cangianti e apre il libro delle scritture. Sul lato destro san Carlo Borromeo in ginocchio con lo sguardo riconoscente volto alla Madonna e con le mani giunte. Il Borromeo appare di misura inferiore ma nell'atto di compiere un movimento di rotazione indicando la direzione spaziale complementare.
Il livello superiore è delimitato da alte colonne a indicare la presenza di un edificio di culto e centrale l'immagine della Madonna col Bambino raffigurata come la chiesa. Il manto che la avvolge sfuma dal grigio fino al dorato che ricopre il Bambino, mentre l'abito è di un rosa acceso. Il Salmeggia non vuole indicare nella veste il rosa tipica rappresentazione del dolore, ma tutta la tela vuole dare un messaggio di serena devozione e di fede. La tela vuole raffigurare la verità e la fiducia del popolo verso la chiesa e i suoi rappresentanti. C'è nell'opera del Salmeggia un voler riprendere le pitture cinquecentesche che iniziavano a tornare di moda, con un classicismo puristico che propone assonanze con le pitture leonardesche, del Lotto e nei graziosi atteggiamenti di Raffaello, questo lo porterà a essere considerato il Raffaello di Bergamo.
Il santo posto nella parte inferiore venne più volte erroneamente identificato in san Gregorio Magno, in quanto il dipinto raffigura a fianco del santo, un giovane chierico che regge il pastorale, e sant'Ambrogio era infatti vescovo, contrariamente il dipinto conservato nella chiesa di San Gregorio Magno di Gromo, che raffigura nella parte inferiore san Gregorio Magno, presenta il medesimo chierico che regge la ferula del papa. I due personaggi presentano però numerose assonanze, ma la tela di Gromo è data 1625.